# Alfons Feuerle
Alfons Feuerle (* 15. August 1885 in Schwäbisch Gmünd; † 29. Dezember 1968 in Göppingen) war ein deutscher Bildhauer und Medailleur.

## Leben und Werk
Alfons Feuerle studierte zunächst bei Fritz von Miller an der Kunstgewerbeschule München. In Stuttgart absolvierte er eine Ausbildung zum Medailleur. Anschließend besuchte er die Staatliche Höhere Fachschule für das Edelmetallgewerbe in Schwäbisch Gmünd.
Ab 1919 wirkte er selbst als Lehrer für Medaillen- und Elfenbeinschneiden an der genannten Fachschule in Schwäbisch Gmünd. 1926 wurde er dort zum Professor ernannt. Feuerle nahm u. a. 1926 an der Ausstellung der Stuttgarter Sezession und 1937, 1940 bis 1942 und 1944 mit 26 Plaketten und Medaillen an den Großen Deutschen Kunstausstellungen in München teil. Er war Mitglied des Vereins Württembergischer Kunstbildhauer Stuttgart. Er schuf zahlreiche Glockenverzierungen in Württemberg.